# Gerbilliscus guineae
Gerbilliscus guineae är en däggdjursart som beskrevs av Thomas 1910. Gerbilliscus guineae ingår i släktet Gerbilliscus och familjen råttdjur. Inga underarter finns listade i Catalogue of Life.

## Utseende
Arten når en kroppslängd (huvud och bål) av 12,8 till 17,8 cm, en svanslängd av 15,6 till 19,8 cm och en vikt av 45 till 110 g. Den har 3,2 till 3,7 cm långa bakfötter och 1,9 till 2,2 cm stora öron. Pälsen på ovansidan bildas av hår som är gråa vid roten, orangebruna i mitten och svarta vid spetsen vad som ger en gråbrun pälsfärg. På kroppens sidor och på huvudets saknas ofta den svarta spetsen och därför är pälsen ljusare. Det finns en tydlig gräns mot den vita pälsen på undersidan och på extremiteternas insida. Djuret har helt vita framtassar men bakfötternas undersida är mörk. Svanens färgsättning är liksom bålen med en vit undersida. Längre mörka hår vid svansens spets bildar en tofs. Honor har fyra par spenar.

## Utbredning
Arten lever i västra Afrika från Senegal till Togo. Den vistas i savanner som kännetecknas av många buskar och örter. Gerbilliscus guineae besöker även jordbruksmark.

## Ekologi
Denna ökenråtta gräver underjordiska tunnelsystem som ligger cirka 50 cm under markytan. Ingångarna stängs med jord. Ökenråttan är nattaktiv och går på marken. Födovalet är ökänt. Under regntiden och fram till mitten av den torra perioden hittades dräktiga honor. Per kull föds ofta 4 eller 5 ungar. Beståndets storlek är inte konstant. Tidvis minskar det med 30 procent.

## Status
Inga allvarliga hot mot beståndet är kända. IUCN listar Gerbilliscus guineae som livskraftig (LC).